# The Tornado
The Tornado és una pel·lícula muda dirigida i interpretada per John Ford (que signa com a Jack Ford) estrenada el 3 de març de 1917. Produïda per Universal Studios, va ser la primera amb la qual va treballar com a director. Es tracta d'un western de dues bobines. Segons afirmava Ford, el seu debut com a director va ser fruit de la casualitat: el director previst s'havia embriagat més del compte i Ford va assegura a Carl Laemmle que ell es veia amb cor de cridar ordres als actors i de filmar-ho. Es considera una pel·lícula perduda.

## Argument
Tots els homes de Rock River estan enamorats de Bess, la filla de l'alcalde Pendleton, però ella els tracta tots fredament. Entre aquests hi ha Jack Dayton "l'home sense pistola" i Lesparre, el cap de la banda de Coyote. Lesparre i la seva banda ataquen Rock River. Es queden amb tot el whisky de la taverna, roben el banc, propietat de l'alcalde. Pendleton ofereix una recompensa de 5.000 dòlars. El gran desig de Jack es poder aconseguir prous diners per enviar-los a la seva mare a Irlanda perquè pugui pagar la granja en la qual viu. Per això, desarmat malgrat els consells de la gent, decideix anar darrere dels bandits. Mentrestant, Lesparre ha segrestat Bess i l'ha portada en un paratge anomenat Coyote Hole. Jack es deixa capturar pels bandits i quan es portat davant de Lesparre li diu que es vol unir a la banda. Quan tothom dorm, Jack entra a la cabana on hi ha Bess i l'ajuda a escapar. Quan la noia és fora ell s'embolica de nou amb la manta i es posa a dormir. Quan l'endemà al matí es descobreix la desaparició de la noia el principal sospitós es Jack i el tancquen a la cabana on abans hi habia Bess. Dins del llit de la cabana troba els diners i els papers robats i en un moment determinat ataca els seus dos guardians i logra escapar amb els diners saltant des de la teulada a sobre d'un cavall. Aconsegueix pujar a un tren en marxa, així com ho fan alguns bandits. Després d'una lluita, Jack llença Lesparre fora del tren i arriba a Rock RIver. Allà és rebut com un heroi, retorna els diners del banc i rep la recompensa i l'amor de la noia.

## Repartiment
- John Ford (Jack Dayton)
- Jean Hathaway (mare de Jack)
- Peter Gerald (Pendleton, alcalde de Rock River)
- Elsie Thornton (Bess, filla de Pendleton)
- Duke Worne (Lesparre, el cap de la banda de Coyote)
- John Duffy (Slick, company de Jack)